# Шиман, Пауль
Карл Христиан Теодор Пауль Шиман (нем. Carl Christian Teodor Paul Schiemann; 17 (29) марта 1876 года, Митава, Курляндская губерния, Россия — 23 июня 1944, Рига) — латвийский журналист, политик, юрист, по происхождению — балтийский немец. Шиман, известный как защитник прав национальных меньшинств и идеолог анационального государства, был депутатом нескольких созывов латвийского сейма, возглавляя в нём фракцию Германобалтийской демократической партии. Будучи убеждённым противником нацизма, Шиман прятал в своём доме в годы немецкой оккупации Латвии еврейку Валентину Фреймане, успешно пережившую войну, и в 1999 году был посмертно удостоен звания «праведника мира».

## Биография
Пауль Шиман родился в 1876 году в Митаве в семье остзейских (балтийских) немцев, осевшей в Курляндии во второй половине XVIII века. Его отец, стремясь избежать попадания Пауля и его старшего брата в систему образования Курляндской губернии, в это время подвергавшуюся интенсивной русификации, отправил детей получать образование в Германию. Там Пауль в основном обучался юриспруденции (вначале окончив по этой специальности Кёльнский университет, а затем в 1902 году получив докторскую степень в Грайфсвальде), но уделял значительное внимание и другим предметам, в определённый момент попав под влияние идей Фридриха Наумана.
В 1903 году Шиман начал карьеру журналиста в газете Revalsche Zeitung, издаваемой в Ревеле либеральным редактором Кристофом Миквицем. В этой газете он выполнял роль театрального критика и помощника редактора. В 1907 году он перешёл в газету Rigasche Rundschau, где, помимо отдела театральной критики, вёл также политические колонки. Его театроведческие изыскания в 1912 году привели к выходу в свет отдельной академической публикации. В 1919 году Шиман занял пост главного редактора Rundschau, на котором оставался до 1933 года, за это время превратив её в одну из самых влиятельных германоязычных газет Восточной Европы, не в последнюю очередь благодаря его собственным публикациям, отличавшимся провокативностью и прямотой. В своих статьях Шиман отстаивал умеренно-либеральные взгляды, приветствовал введение в России конституции и начало социальных реформ. В 1907 году он возглавил Конституционную партию Эстонии, по идеологии близкую рижской Балтийской конституционной партии и октябристам, с намерением участвовать в выборах в Думу, но обнаружил, что она не пользуется поддержкой среди коренного населения. Тем не менее его либерализм и неприятие сословной спеси остзейского дворянства привели к обострению отношений с консервативным большинством в среде балтийских немцев, окрестившим его «красным Шиманом».
Исповедуемая Шиманом демократическая идеология и верность общине балтийских немцев не мешали его лояльности Российской империи. Он проходил обязательную военную службу в русской армии, а с началом Первой мировой войны стал офицером запаса. Военная служба привела к тому, что Шиману пришлось оставить Ригу накануне её оккупации немецкими войсками, а после возвращения он был в 1918 году отправлен немецкими властями в Германию из-за подозрений в симпатиях к латышским националистам. Парадоксальным образом эти санкции привели к тому, что Шиман, оказавшийся в Берлине именно в дни поворота Германии в сторону союза с молодыми балтийскими республиками, сыграл заметную роль в формировании про-прибалтийской политики Веймарской республики.
К моменту возвращения Шимана в Ригу немецкая община Латвии переживала не лучшие времена, подвергшись массовым экспроприациям имущества. В этих условиях он был воспринят как новый идеологический лидер и уже в 1919 году возглавил не только газету Rigasche Rundschau, но и новую Германобалтийскую демократическую партию, которую поддержал и идеолог консервативного крыла балтийских немцев барон фон Фиркс. В 1920 году Шиман стал председателем Комитета политических партий балтийских немцев, созданного для координации их действий. В этом же году он был избран в городской совет Риги, где заседал до 1925 года, и в Учредительное собрание Латвии, после утверждения конституции в 1922 году став депутатом сейма. Он оставался депутатом всех последующих созывов сейма вплоть до 1933 года.
В 20-е годы Германобалтийская партия, являясь партией этнического меньшинства, тем не менее успешно зарекомендовала себя как лояльная Латвии организация. Ещё в 1919 году Шиман опубликовал призыв к возвращению, адресованный немцам, эмигрировавшим из Латвии. Приглашение к участию в становлении латвийской государственности включало слова: «Тот, кто сегодня покидает своё место в строю в нашей стране, отказывается от своего места в мире». Эта последовательная лояльность принесла свои плоды: Германобалтийская партия воспринималась в Латвии как интегральная часть национального политического процесса, её представители входили в кабинет министров, а однажды, во второй половине 20-х годов, президент Янис Чаксте даже предложил самому Шиману сформировать правительство. Тот, оценив имевшуюся в его распоряжении коалицию в 52 депутата из 100 как слишком шаткую, от предложения отказался. Однако итог идеологической эволюции Шимана — его законопроект о культурной автономии для немцев Латвии — был похоронен в сейме в конце 1920-х годов.
В 1925 году Шиман и его единомышленники из числа балтийских немцев стояли у истоков Конгресса европейских национальностей (также известного как Конгресс европейских меньшинств, хотя сам Шиман избегал понятия «меньшинство», опасаясь негативных коннотаций). По времени это совпало с проведением Локарнского конгресса и высказываниями Густава Штреземана в поддержку идеи автономии национальных меньшинств в Европе в условиях, когда Лига Наций оказалась неспособна решить этот вопрос. В Конгрессе были представлены все национальные меньшинства Европы, каждое из которых присылало своих делегатов, однако влияние немецких делегатов (которых возглавлял сам Шиман) фактически оставалось наибольшим.
К началу 1930-х годов национальная политика в Латвии начала меняться в сторону ужесточения, и в 1933 году Шиман, к этому моменту избранный уже в четвёртый подряд созыв сейма, отказался от депутатского мандата, переехав в Вену, где продолжал работу над доктриной «рационального» анационального государства. Вскоре после этого, в мае 1934 года, в Латвии был совершён переворот, приведший к установлению диктатуры Ульманиса. Шиман не признавал легитимности правительства Ульманиса, считая его антиконституционным.
Период пребывания Шимана в Австрии, однако, оказался недолгим. Страна проходила интенсивный процесс нацификации, окончившийся в 1938 году аншлюсом, и Шиман, не приемлющий нацистских идей, поспешил вернуться в Ригу. Там он оказался в числе примерно 15 тысяч немцев, отказавшихся в 1939 году подвергнуться «репатриации», предусматривавшей их расселение на землях оккупированной Польши. В своих публикациях он жёстко критиковал своих бывших соотечественников, отказывающих теперь в правах другим национальным меньшинствам.
Источники по-разному сообщают о коротком периоде проживания Шимана в советской Латвии. Если сайт музея «Яд ва-Шем» пишет, что в первый год советской власти в Латвии ему с женой Шарлоттой с трудом удалось избежать высылки в Сибирь, скрываясь у друзей, то согласно журналисту латвийской газеты «Вести Сегодня» Николаю Кабанову советская власть не только не тронула своего идеологического противника, но и предоставила ему в начале лета 1941 года лекторскую кафедру в Государственном университете Латвийской ССР. В любом случае, Шиман не стал жертвой репрессий и после оккупации Риги немцами: плохое здоровье позволило ему дожить дни у себя дома, хотя он и был объектом слежки со стороны новых властей. В конце 1942 года Пауль и Шарлотта Шиман сумели даже спрятать у себя дома молодую еврейку Валентину Фреймане, потерявшую всю семью в Рижском гетто. Благодаря им Валентине — будущему ведущему латвийскому киноведу — удалось пережить войну, а она сама в этот период помогала Шиману систематизировать его записи и воспоминания.
Пауль Шиман умер в Латвии от диабета в июне 1944 года, меньше чем за четыре месяца до прихода советских войск. Его похороны, по распоряжению немецких властей, были максимально скромными, а о его политическом наследии запрещалось упоминать. После смерти мужа Шарлотта Шиман уехала к родственникам в Баварию, и Валентина Фреймане больше с ней никогда не виделась. В 1999 году музей «Яд ва-Шем» присвоил Паулю и Шарлотте Шиман звание «праведников мира».

## Идеологическая позиция
За годы жизни Пауль Шиман прошёл путь от умеренно-либерального национализма к идеям равноправия национальных меньшинств и анационального государства. В свете взаимного неприятия балтийских немцев и коренного населения Латвии и Эстонии у него уже в 1907 году начала формироваться будущая идеологическая платформа по вопросу взаимодействия государства и национальных меньшинств.
Шиман был последовательным защитником права балтийских немцев на проживание в новых государствах Прибалтики, опирающегося на сотни лет их присутствия в этом регионе. Он боролся за закрепление в законах Латвии права балтийских немцев на культурную автономию и финансирование их культурных институтов со стороны государства, в то же время воздерживающегося от любого иного вмешательства в их деятельность. Другим пунктом его идеологии было признание права индивидуума на национальное самоопределение: с его точки зрения, не государство на основании генеалогических исследований или просто фамилии, а сам человек должен был решить для себя, хочет ли он быть внесённым в существовавший в Латвии реестр представителей национальных меньшинств (и платить добровольный дополнительный налог в этом качестве). Позиция Шимана и возглавляемой им Rigasche Rundschau снискали им уважение в среде ещё одного национального меньшинства — латвийского еврейства. Привлекало евреев и то, что Шиман вынашивал мечту о реформе среднего школьного образования, которое будет формироваться не государством, а совместными усилиями латышской, немецкой, русской и еврейской национальных общин.
Идея равноправия меньшинств сочеталась у Шимана с лояльностью и преданностью странам проживания, что выразилось и в службе в русской армии, и в призыве о возвращении балтийских немцев в 1919 году, и в политике, проводимой Германобалтийской демократической партией под его руководством. Его позиция по этому вопросу делала его мишенью критики со стороны более консервативных политиков-националистов как в Латвии, так и в Германии, но Шиман не изменил принципам лояльности даже когда в 1930 году у немцев Риги был отобран Домский собор. Важной частью его доктрины был постулат, что благополучие национального меньшинства никогда не должно ставиться выше интересов общества в целом.
Идеологически Шиман в равной степени был далёк как от национал-социализма и фашизма, которые, как он понимал, неминуемо должны были привести к подчинению одних наций другими, так и от советской версии социализма, в которой центральная власть постоянно и последовательно вмешивалась в жизнь каждого гражданина. Формальное предоставление равноправия всем народам в СССР в глазах Шимана сводилось к разрешению использовать национальный язык, в то время как другие аспекты интеллектуальной жизни жёстко регламентировались государством в интересах своей идеологии. Национальное государство, равно как коллективистское государство, в глазах Шимана были «иррациональными», тогда как рациональное государство должно быть основано на свободном сотрудничестве с целью достижения баланса между производством и потреблением.